# Opération Rolling Thunder
Pour les articles homonymes, voir Rolling Thunder.
Guerre du Viêt Nam
Batailles
L’opération Rolling Thunder (« tonnerre roulant ») est une campagne de bombardements aériens intensifs durant la guerre du Viêt Nam, effectués par l'USAF, l'US Navy et la Force aérienne du Sud-Viêt Nam contre le Nord-Viêt Nam et le Laos, entre le 2 mars 1965 et le 1er novembre 1968. Elle est considérée comme un échec stratégique.

## Objectif
Les quatre objectifs de l'opération (qui ont évolué au fil du temps) étaient de remonter le moral des troupes de l'Armée de la République du Viêt Nam (Sud-Viêt Nam) ; de convaincre le Nord-Viêt Nam de cesser son soutien à l'insurrection communiste du Việt Cộng ; de détruire le système de transport, la base industrielle et les défenses aériennes du Nord-Viêt Nam ; et de couper le flux de combattants et de matériel du Nord vers le Sud-Viêt Nam. La réalisation de ces objectifs a été rendue difficile par les contraintes imposées aux États-Unis et leurs alliés par des exigences de la guerre froide ainsi que par l'aide multiformes fournie au Nord - Viêt-Nam par ses alliés communistes : l'URSS et la République populaire de Chine (RPC).

## Bilan de l'opération
L'opération est devenue la plus importante bataille air / sol menée durant la guerre froide et la plus difficile menée par l'US Air force depuis la Seconde Guerre mondiale lors des bombardements sur l'Allemagne. L'opération a d'ailleurs nécessité autant de bombes qu'il en est tombé sur toute l'Europe de l'Ouest lors de la Seconde Guerre mondiale.
En 1968, Rolling Thunder est déclaré comme un échec stratégique, n'ayant pu atteindre ses objectifs.
Les États-Unis ont perdu 506 avions de l'US Air Force, 397 de l'US Navy et 19 du Corps des Marines au cours de ces opérations.
Les pertes vietnamiennes sont quant à elles importantes, puisque 20 000 soldats et 30 000 civils furent tués lors de bombardements,. Plus tard, un rapport de la CIA dressera un bilan très sévère : Rolling Thunder constitue l'opération la plus ambitieuse, la plus coûteuse et la plus inefficace de l'Histoire .